# سبنسر ليست
سبنسر ليست (بالإنجليزية: Spencer List)‏ هو ممثل أمريكي، ولد في 6 أبريل 1998 في الولايات المتحدة.

## وصلات خارجية
- سبنسر ليست على موقع IMDb (الإنجليزية)
- سبنسر ليست على موقع ألو سيني (الفرنسية)
- سبنسر ليست على موقع أول موفي (الإنجليزية)
- سبنسر ليست على موقع قاعدة بيانات الفيلم (الإنجليزية)
- سبنسر ليست على موقع كينوبويسك (الروسية)